# My Friend the Monkey
My Friend The Monkey es un corto de animación estadounidense de 1939, de la serie de Betty Boop. Fue producido por los estudios Fleischer y distribuido por Paramount Pictures. En él aparecen Betty Boop y su mascota Pudgy.

## Argumento
Un organillero ambulante toca frente a la casa de Betty Boop. Las graciosas piruetas del pequeño mono que le acompaña llaman la atención de Betty y decide comprarlo. Mientras Betty regatea el precio con el músico, el monito hace mil travesuras en su casa, pese a la oposición de Pudgy.

## Producción
My Friend The Monkey es la octogésima cuarta entrega de la serie de Betty Boop y fue estrenada el 27 de enero de 1939.